# Oakland Oaks 1967-1968
La stagione 1967-68 degli Oakland Oaks fu la 1ª nella ABA per la franchigia.
Gli Oakland Oaks arrivarono sesti nella Western Division con un record di 22-56, non qualificandosi per i play-off.

## Roster
| N°    | Naz.                   | Ruolo | Sportivo        | Anno | Alt. | Peso |
| ----- | ---------------------- | ----- | --------------- | ---- | ---- | ---- |
| 11    | Stati Uniti (bandiera) | A     | Ron Franz       | 1945 | 201  | 93   |
| 12    | Stati Uniti (bandiera) | G     | Barry Leibowitz | 1945 | 188  | 82   |
| 14    | Stati Uniti (bandiera) | G     | Andy Anderson   | 1945 | 188  | 83   |
| 15    | Stati Uniti (bandiera) | A     | Al Salvadori    | 1945 | 206  | 100  |
| 30    | Stati Uniti (bandiera) | A     | Gary Bradds     | 1942 | 203  | 95   |
| 30    | Stati Uniti (bandiera) | C     | Gene Wiley      | 1937 | 208  | 95   |
| 31    | Stati Uniti (bandiera) | GA    | Steve Jones     | 1942 | 196  | 93   |
| 32    | Stati Uniti (bandiera) | A     | David Lee       | 1942 | 201  | 102  |
| 32    | Stati Uniti (bandiera) | A     | Wayne Molis     | 1943 | 203  | 104  |
| 33    | Stati Uniti (bandiera) | C     | Ira Harge       | 1941 | 206  | 102  |
| 33    | Stati Uniti (bandiera) | A     | Willie Porter   | 1942 | 201  | 93   |
| 34    | Stati Uniti (bandiera) | GA    | Levern Tart     | 1942 | 188  | 88   |
| 40    | Stati Uniti (bandiera) | GA    | Mel Peterson    | 1938 | 193  | 84   |
| 42-55 | Stati Uniti (bandiera) | AC    | Jim Hadnot      | 1940 | 208  | 107  |
| 44    | Stati Uniti (bandiera) | G     | Wes Bialosuknia | 1943 | 188  | 84   |
| 55    | Stati Uniti (bandiera) | C     | Mike Dabich     | 1942 | 213  | 110  |

## Staff tecnico
- Allenatore: Bruce Hale
- Vice-allenatore: Marty Passaglia